# Eurytoma arachnovora
Eurytoma arachnovora är en stekelart som beskrevs av Hesse 1942. Eurytoma arachnovora ingår i släktet Eurytoma och familjen kragglanssteklar. Inga underarter finns listade i Catalogue of Life.